# Ramphotyphlops similis
Espèce
Synonymes
- Typhlops similis Brongersma, 1934

Statut de conservation UICN

 DD  : Données insuffisantes
Ramphotyphlops similis est une espèce de serpents de la famille des Typhlopidae.

## Répartition
Cette espèce est endémique de Nouvelle-Guinée.

## Description
L'holotype de Ramphotyphlops similis mesure 235 mm.

## Publication originale
- Brongersma, 1934 : Contributions to Indo-Australian herpetology. Zoologische Mededelingen, vol. 17, p. 161-251 (texte intégral).